# Davide Zappacosta
Davide Zappacosta, född 11 juni 1992 i Sora, är en italiensk fotbollsspelare som spelar för Atalanta i Serie A. Han har även representerat Italiens fotbollslandslag.

## Karriär
Den 24 augusti 2021 blev Zappacosta klar för en återkomst i Atalanta.